# The Yiddisher Cowboy (film 1911)
The Yiddisher Cowboy è un cortometraggio muto del 1911 diretto da Allan Dwan
L'interesse nel pubblico americano di immaginarsi a fini umoristici un modello di ebreo diverso da quello conosciuto nel contesto urbano newyorkese si era già manifestato in The Yiddisher Cowboy (1909). Il film del 1911 riprende lo stesso titolo ma sviluppa la vicenda in modo totalmente diverso. Questa volta il venditore ambulante ebreo non sogna semplicemente di andare nel Far West ma vi ci va realmente riuscendo trionfalmente a sopravvivere grazie alla propria intraprendenza anche nel nuovo ambiente. Lo stesso tema sarà ripreso nella commedia western Scusi, dov'è il West? (The Frisco Kid) diretta nel 1979 da Robert Aldrich con Gene Wilder.

## Trama
Stanco della propria vita di venditore ambulante un ebreo si trasferisce a lavorare come cowboy in una fattoria del Wyoming. Deve fare i conti con i pregiudizi dei propri compagni che un giorno per umiliarlo lo costringono a danzare per loro una danza yiddish. Il protagonista però non si scoraggia. Approfittando di un giorno in cui i suoi compagni sono andati in città, apre un banco dei pegni. Tornati indebitati fino al collo, i compagni si trovano nella necessità di vendere a lui persino le loro armi.

## Produzione
Il film fu prodotto dalla Flying A (American Film Manufacturing Company).

## Distribuzione
Distribuito dalla Motion Picture Distributors and Sales Company, il film - un cortometraggio in 150 metri - uscì nelle sale cinematografiche USA il 19 giugno 1911. Nelle proiezioni, veniva programmato con il sistema dello split reel, accorpato in un'unica bobina con un altro cortometraggio prodotto dalla Flying A, la commedia The Broncho Buster's Bride.